# 基希贝格 (萨克森州)
基希贝格（德語：Kirchberg，發音：[ˈkɪʁçbɛʁk] ⓘ）是德国萨克森州茨维考县的城市，面积39.57平方千米，2023年12月31日人口为7,979人。